# Woronino (Tatarstan)
Woronino (ros. Воронино) – wieś (dieriewnia) w Rosji, w Tatarstanie, w rejonie zielenodolskim. W 2021 liczyła 225 mieszkańców.